# 1645
Évszázadok: 16. század – 17. század – 18. század
Évtizedek: 1590-es évek – 1600-as évek – 1610-es évek – 1620-as évek – 1630-as évek – 1640-es évek – 1650-es évek – 1660-as évek – 1670-es évek – 1680-as évek – 1690-es évek
Évek: 1640 – 1641 – 1642 – 1643 –  1644 – 1645 – 1646 – 1647 – 1648 – 1649 – 1650

## Események

### Határozott dátumú események
- január 29. – I. Rákóczi György fejedelem a sáros vármegyei Zborón XIV. Lajos francia király követével Habsburg-ellenes összefogásról tárgyal.[1]
- május 28. – Nagyszombat az erdélyi hadak kezére kerül.[1]
- június 14. – I. Károly angol király Naseby mellett vereséget szenved az Oliver Cromwell vezette parlamentiektől.[2]
- július 18. – Rákóczi Zsigmond vezette erdélyi sereg a morvaországi Brünn alatt egyesül Lennart Torstenson svéd fővezér hadaival.[1]
- augusztus 13. – A brömsebroi béke aláírása.
- december 16. – III. Ferdinánd és I. Rákóczi György megköti a linzi békét. (A béke okmánya kimondja, hogy minden alattvaló szabadon gyakorolhatja vallását, beleértve a templomok használatát is; a parasztok vallásgyakorlatát sem szabad háborgatni; Rákóczi György megkapja a hét vármegyét; a fejedelem fiai Szabolcsot és Szatmárt örökölhetik.)[1]

### Határozatlan dátumú események
- az év tavaszán – I. Károly a legidősebb fiát, Károlyt nyugatra küldi, ahonnan az Franciaországba menekül édesanyjához.[3]

## Születések
- február 22. – Johann Christoph Bach, német zenész, Johann Ambrosius Bach ikertestvére († 1693)
- február 22. – Johann Ambrosius Bach, német zenész, Johann Sebastian Bach apja († 1695)
- február 24. – I. Rákóczi Ferenc, erdélyi fejedelem († 1676)
- szeptember 21. – Louis Jolliet, francia felfedező, térképész, a Mississippi első térképének készítője († 1700)

## Halálozások
- január 30. – Ward Mária a Boldogságos Szűz Mária Intézete (Institutum Beatae Mariae Virginis) rendalapítója (* 1585)
- augusztus 28. – Hugo Grotius németalföldi államférfi, jogász, a modern nemzetközi jog előfutára (* 1583)
- szeptember 8. – Francisco de Quevedo spanyol költő (* 1580)
- szeptember 11. – gróf Esterházy Miklós nádor (* 1583)